# Bithyniidae
Famille
Les Bithyniidae sont une famille de mollusques gastéropodes de l'ordre des Littorinimorpha. 

## Liste des genres
Selon World Register of Marine Species (23 mars 2016) :
- genre Bithynia Leach, 1818
- genre Celekenia Andrusov, 1902 †
- genre Daciella Wenz, 1942 †
- genre Emmericiopsis Thiele, 1928
- genre Euchilus Sandberger, 1870 †
- genre Ferebithynia Kókay, 2006 †
- genre Gabbiella Mandahl-Barth, 1968
- genre Hydrobioides G. Nevill, 1885
- genre Mysorella Godwin-Austen, 1919
- genre Neosataria Kulkarni & Khot, 2015
- genre Neumayria de Stefani, 1877
- genre Parabithynia Pilsbry, 1928
- genre Parafossarulus Annandale, 1924
- genre Pseudobithynia Glöer & Pešić, 2006
- genre Pseudovivipara Annandale, 1918
- genre Tylopoma Brusina, 1882 †
- genre Wattebledia Crosse, 1886

## Galerie

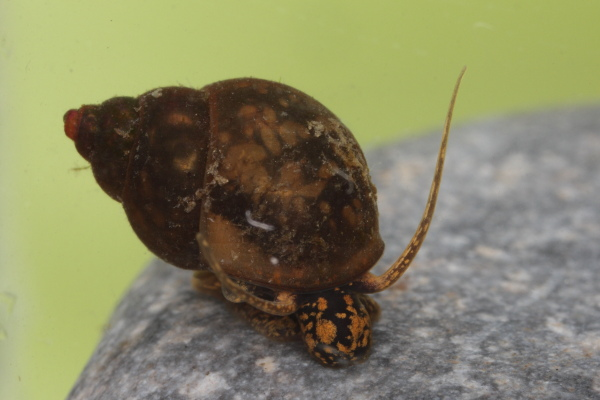
Bithynia tentaculata.
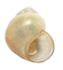
Gabbia wykoffi.
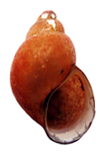
Hydrobioides nassa.
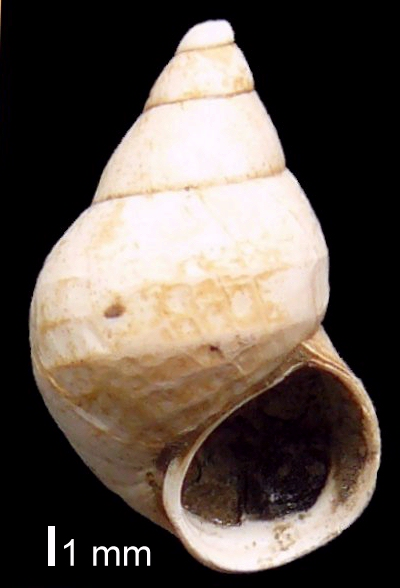
Parafossarulus crassitesta.